# ChristChurch Cathedral

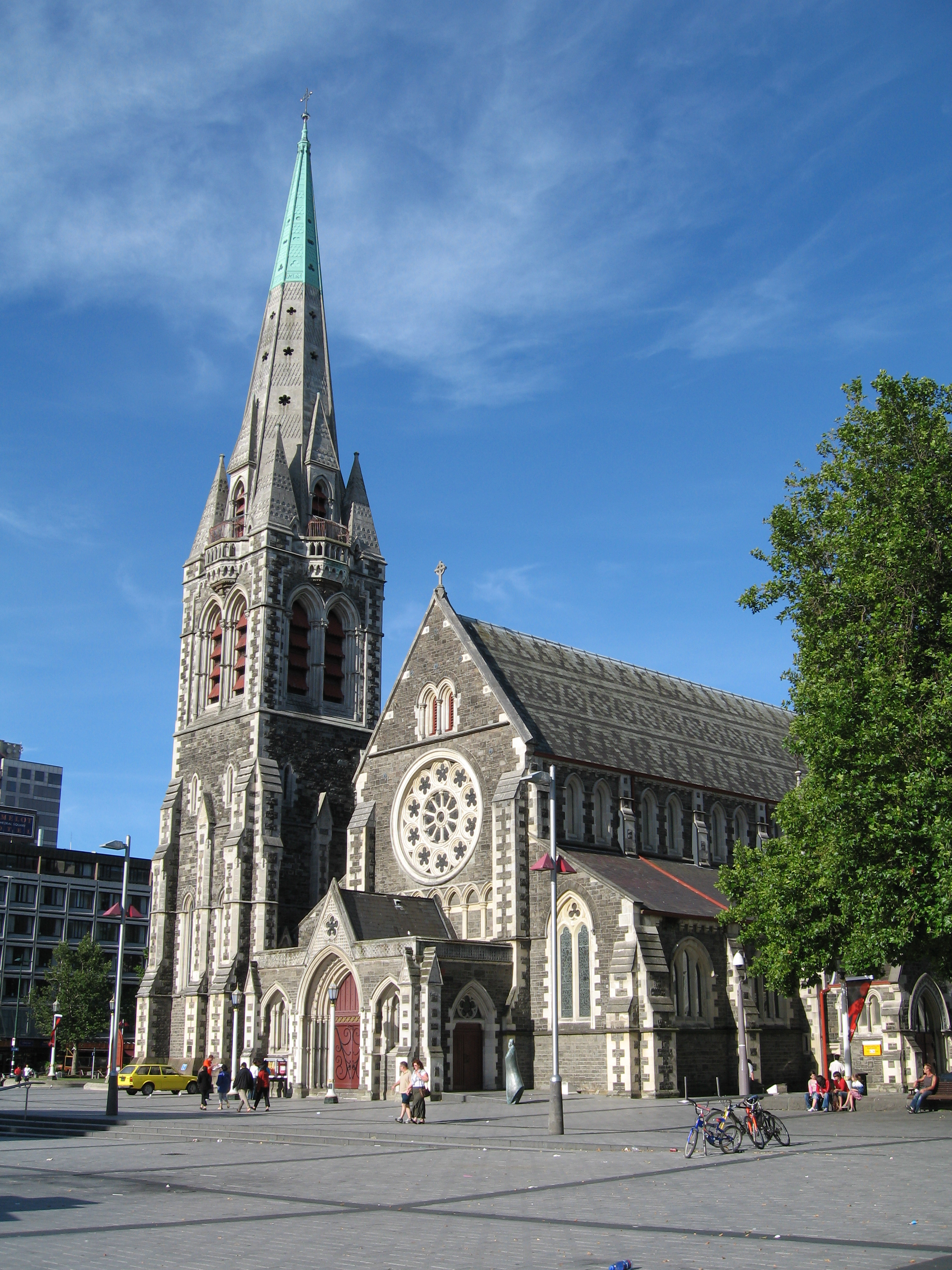
Die ChristChurch Cathedral in der Stadt Christchurch am Cathedral Square (2006)

Die anglikanische ChristChurch Cathedral ist ein bedeutendes Kirchengebäude in der Stadt Christchurch auf der Südinsel von Neuseeland.

## Geschichte
Im Jahre 1856 entwickelte der damalige Bischof von Christchurch, Henry John Chitty Harper, die Idee, eine zentral liegende Kathedrale in der Region Canterbury zu bauen. Sein Vorbild war seinerzeit die Christ Church Cathedral in Oxford, England. Bereits zwei Jahre später standen rund 1000 britische Pfund für den Bau einer derartigen Kathedrale zur Verfügung. Für die Realisierung des Vorhabens wurde 1861 der britische Architekt Sir George Gilbert Scott gewonnen, der in den folgenden Jahren die Pläne für die Kirche entwarf.
Der Grundstein des Gebäudes mit der Inschrift: “May Christ’s temple on this cornerstone stand for all future years, a strong, beautiful, noble and conspicuous witness of faith” (Soll dieser Eckstein des Christushauses für alle zukünftigen Jahre für einen starken, schönen, stattlichen und unübersehbaren Zeuge des Glaube stehen.), wurde am 16. Dezember 1864 gelegt. Jedoch sorgten finanzielle Probleme der aufstrebenden Stadt dafür, dass die Bauarbeiten zwischen 1865 und 1873 zum Erliegen kamen. 1874 wurde die erste Messe in der Kirche abgehalten und 1881 feierlich eingesegnet. Noch in dem Monat der Segnung führt ein Erdbeben zu ersten kleinen Schäden, indem sich ein Stein aus der Dachkonstruktion löste. Am 1. September 1888 führte ein Erdbeben im nördlichen Teil von Canterbury zum Verlust der oberen acht Meter der Kirchturmspitze. Ein ähnlicher Schaden wiederholte sich bei einem Erdbeben im Jahr 1901. Bei dem Darfield-Erdbeben vom 4. September 2010 wurde das Kirchengebäude bereits derart in Mitleidenschaft gezogen, dass es aus Sicherheitsgründen und für bautechnische Inspektionen für knapp drei Wochen geschlossen werden musste. Einige weitere Schäden traten bei einem größeren Nachbeben am 26. Dezember auf.

### Erdbeben von 2011
Bei dem Christchurch-Erdbeben am 22. Februar 2011 wurde der Kirchturm der Kathedrale zur Hälfte zerstört. Herunterstürzende Trümmerteile beschädigten angrenzende Teile des Gebäudes. Bei einem Nachbeben am 13. Juni 2011 wurde das berühmte „Rose Window“ vollkommen zerstört. Nachdem ein weiteres starkes Nachbeben am 23. Dezember den Zustand der Kathedrale weiter verschlechtert hatte, war das Schicksal des Wahrzeichens von Christchurch lange Zeit umstritten. Am 2. März 2012 wurde bekanntgegeben, dass die ChristChurch Cathedral, die auch bei den Erdbeben 1881, 1888, 1901 und 1922 beschädigt worden war, abgerissen werden solle. Noch im selben Monat begannen die Abrissarbeiten, haben sich aber bisher nur auf den Turm beschränkt, da mehrere Klagen gegen den Abriss erhoben wurden.

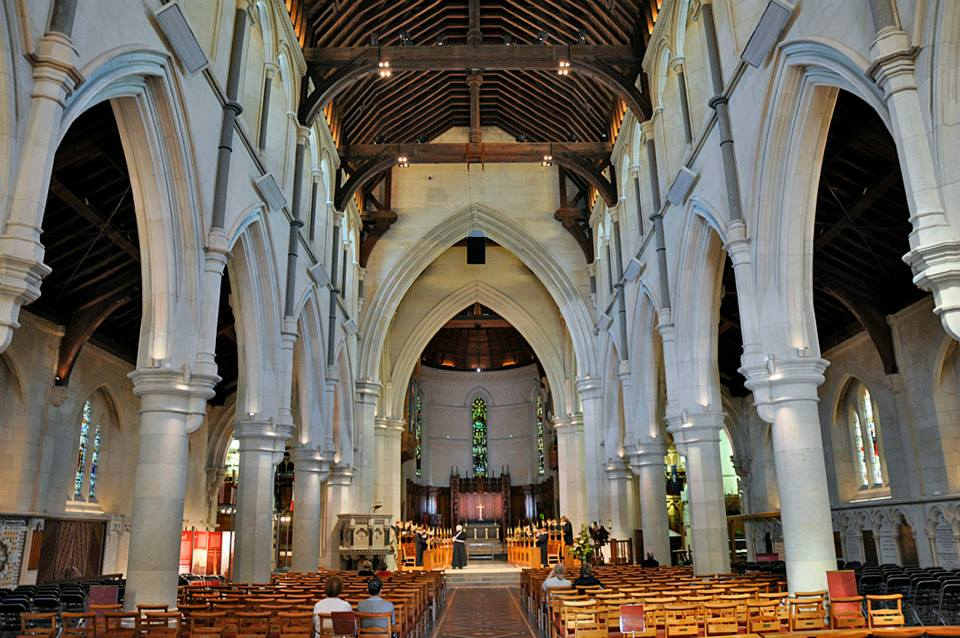
Innenansicht (2010)
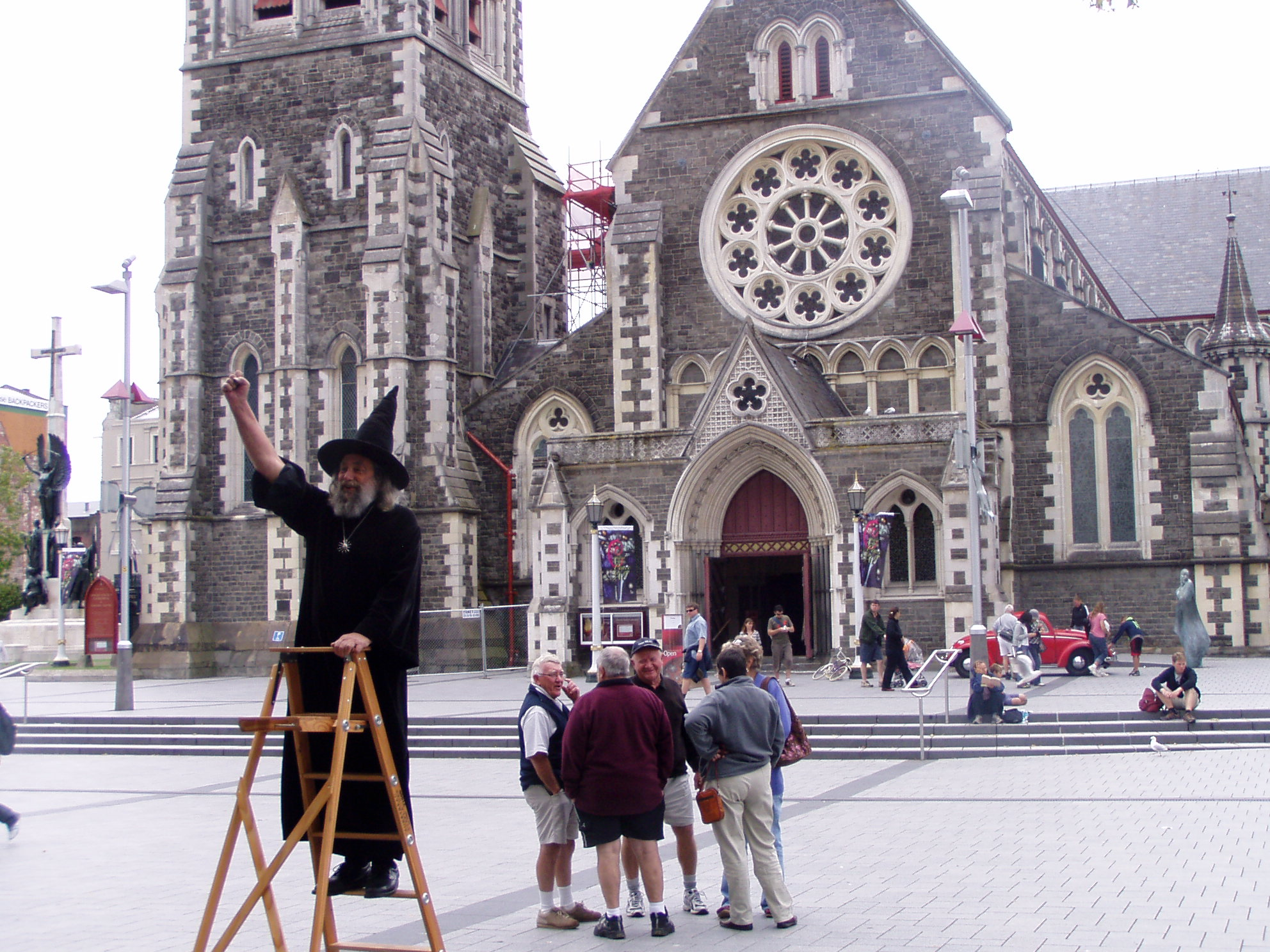
Der Wizard von Christchurch
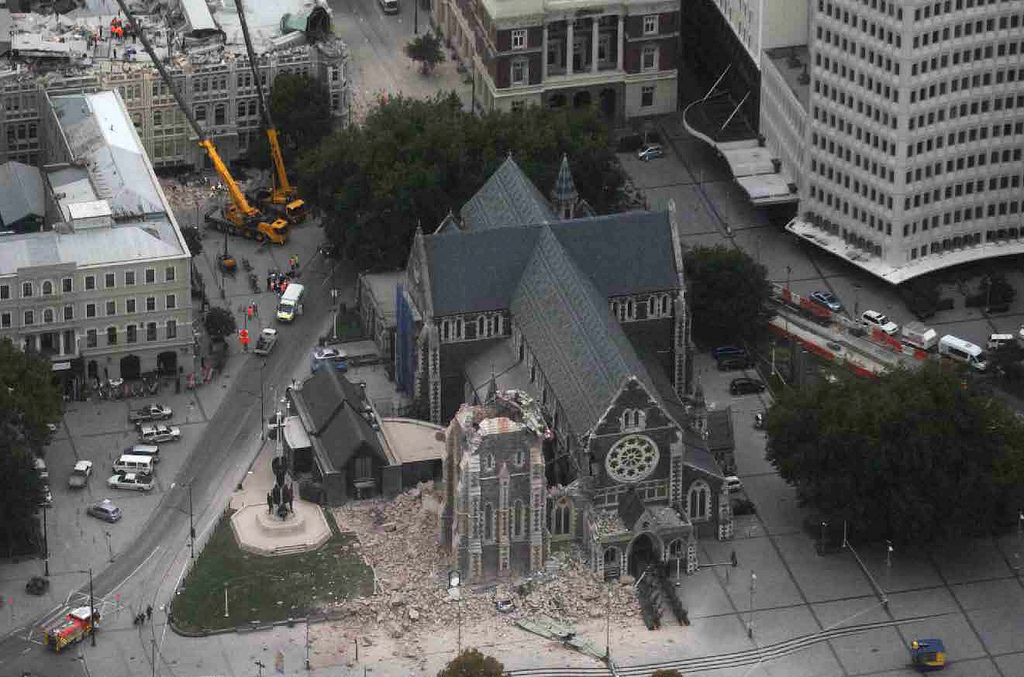
Kathedrale mit eingestürztem Turm
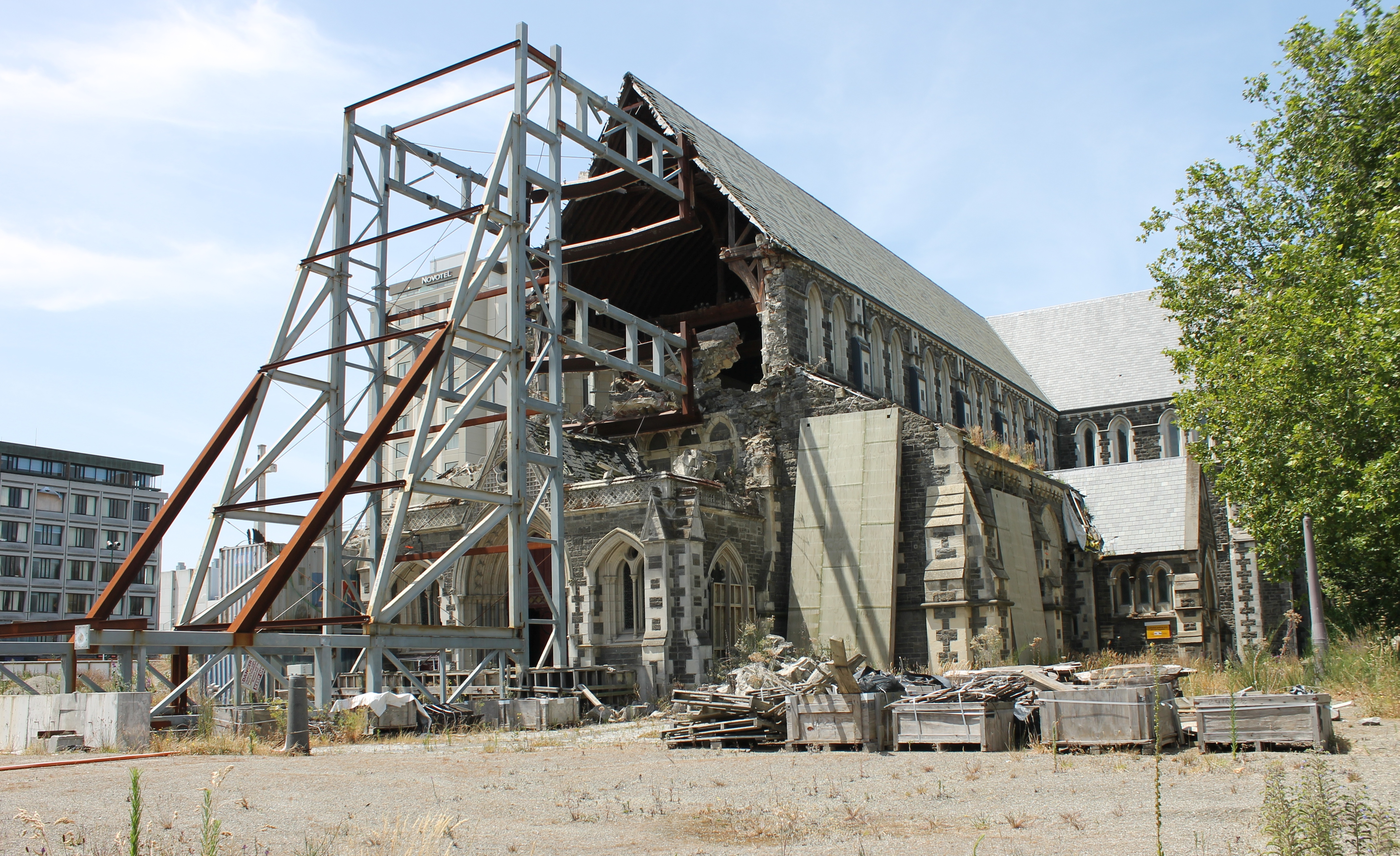
Stabilisierung im Januar 2015

### Ersatzbauwerk für die Kirchengemeinde

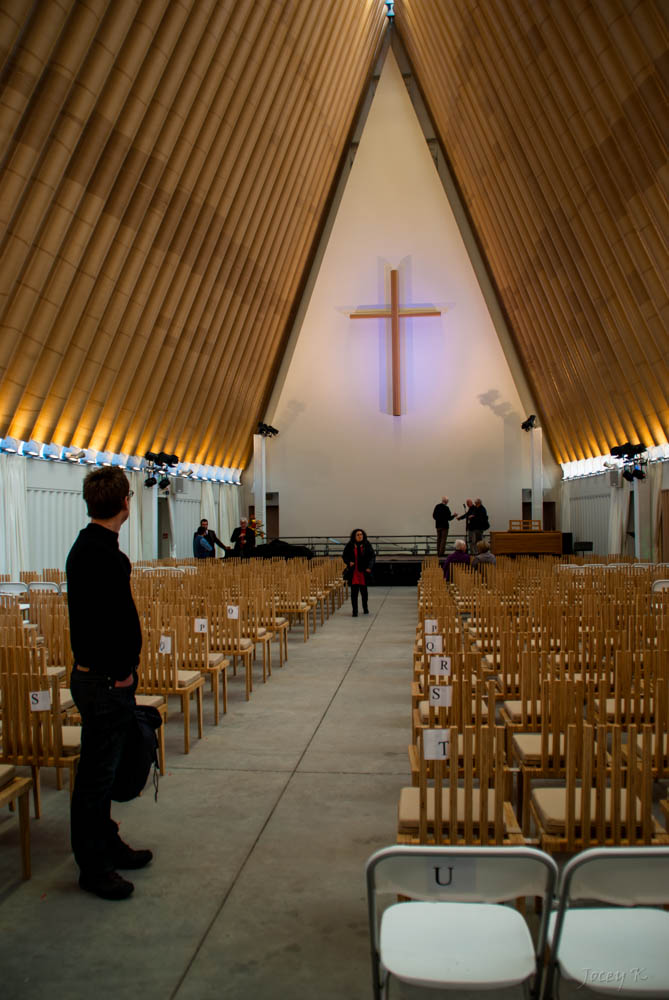
Inneres der Cardboard Cathedral

Anfang April 2013 wurden drei Varianten für die künftige Kathedrale vorgestellt: der Wiederaufbau des Gebäudes, eine traditionelle Holzkonstruktion und ein zeitgenössischer Betonbau. Der japanische Architekt Shigeru Ban entwarf für die Zeit bis zur Errichtung eines Neubaues eine Ersatzkirche aus Kartonröhren, Holz und Stahlträgern, die Beben besser standhalten, eine Haltbarkeit von mindestens 20 Jahren aufweisen und mit nur drei Millionen Euro bezahlbar sein sollte. Die tatsächlichen Baukosten betrugen 3,7 Millionen Euro. Der am 2. August 2013 eingeweihte Ersatzbau wurde als Cardboard Cathedral oder „Papp-Kathedrale“ über die Grenzen Neuseelands bekannt.

### Wiederaufbau der Kirche
Am 9. September 2017 wurde nach dreitägiger Beratung der Wiederaufbau der Kathedrale beschlossen. 55 % der 225 Mitglieder der lokalen Synode der Anglikanischen Kirche stimmten dafür, nachdem ebenfalls der Bau einer neuen Kathedrale oder die Übergabe der Ruinen an die Regierung als Option zur Wahl standen. Nach Stand vom März 2023 soll der Wiederaufbau bis zum Jahr 2027 abgeschlossen werden.

## Ursprüngliches Bauwerk
Das im Stil der Neugotik errichtete Bauwerk befindet sich im Zentrum der Stadt Christchurch und wird vom Cathedral Square (Kathedralen-Platz) umgeben. Das Kirchengebäude war Sitz des Bischofs von Christchurch.
Die Kathedrale wurde ursprünglich durch den britischen Architekten Sir George Gilbert Scott zusammen mit neuseeländischen Architekten Benjamin Mountfort als verantwortlichem baubetreuenden Bauingenieur entworfen. Die ursprünglichen Pläne sahen eine hölzerne Konstruktion vor, wurden jedoch geändert, als lokale Vorkommen qualitativ guter Mauersteine entdeckt wurden. Holz der neuseeländischen Baumarten Totara und Matai von der Banks Peninsula wurde für die Dachkonstruktion verarbeitet.
Die Spitze der Kathedrale reichte 63 Meter über den Cathedral Square. Ein öffentlich zugänglicher Aussichtspunkt im Turm der Kathedrale ermöglichte einen guten Blick über das Zentrum der Stadt. Die Turmspitze wurde bereits viermal durch Erdbeben beschädigt. Nach dem dritten Ereignis im Jahre 1901 wurde die Steinkonstruktion durch eine etwas elastischere Oberfläche aus wetterfesten Kupferplatten ersetzt.

## Ehemalige Nutzung
Die Kathedrale wurde bis zum Erdbeben am 22. Februar 2011 für kirchliche Zwecke genutzt. Als Wahrzeichen von Christchurch war das Gebäude jedoch auch eine touristische Attraktion und gehörte bei jeder Stadtführung mit zum Pflichtprogramm. Das Fotografieren im Inneren des Gebäudes war gegen eine geringe Gebühr erlaubt.
Ebenfalls als touristische Attraktion hatte sich seit vielen Jahren The Wizard of New Zealand einen Namen gemacht. Jeden Tag um die Mittagszeit tauchte er auf und verkündete an den Treppenstufen des Hauptportales der Kirche seine Polemik über alle möglichen Themen. Aufgrund der Zerstörungen durch das Erdbeben gab er bekannt, nicht mehr aufzutreten. Als jedoch bekannt wurde, dass die Diözese das Gebäude abreißen lassen wolle, kam der Wizard aus dem Ruhestand zurück, um dagegen anzukämpfen.